# Avenida Otávio Rocha
La Avenida Otávio Rocha es una avenida de la ciudad de Porto Alegre, Brasil. Es uno de los ejes principales del Centro Histórico de la ciudad. Va desde la Plaza XV de Novembro hasta la Plaza Otávio Rocha.
En el siglo XIX, la vía era conocida como Beco do Rosário. En 1876 pasó a ser llamada "rúa 24 de mayo". La inauguración de los muelles del puerto de la ciudad en 1921 determinó la reorganización del sistema vial y la apertura de nuevas vías así como la ampliación de esta vía. En 1932, el intendente Alberto Bins cambió su nombre para homenajear al anterior intendente Otávio Rocha.